# Cachoeira Alta
Cachoeira Alta, amtlich portugiesisch Município de Cachoeira Alta, deutsch Hoher Wasserfall, ist eine brasilianische Gemeinde im Bundesstaat Goiás. Sie liegt südwestlich der brasilianischen Hauptstadt Brasília und von Goiânia, der Hauptstadt des Bundesstaates. Cachoeira Alta liegt im Südwesten von Goiás mit einer Höhe von 483 bis 497 Metern über NN auf einer Hochebene mit einer flachen Topografie. Die Entfernung zur Hauptstadt Goiânia beträgt 356 km. Die Bevölkerungszahl wurde zum 1. Juli 2019 auf 12.484 Einwohner geschätzt, die Cachoeira-Altenser (cachoeira-altenses) genannt werden und auf einer Gemeindefläche von rund 1655 km² leben.
1953 erhielt die Gemeinde Stadtrechte und wurde aus dem Munizip Rio Verde, zu dem sie zuvor seit 1931 den Distrito de Cachoeira Alta bildete, ausgegliedert. Benannt ist der Ort nach dem gleichnamigen Bach. Zur Gemeinde gehört auch die Ortschaft São Sebastião.

## Geographie
Cachoeira Alta grenzt
- im Norden an die Gemeinde Rio Verde
- im Nordosten an Quirinópolis mit den Grenzflüssen Rio Preto und Rio Alegre
- im Südosten an Paranaiguara
- von Süd bis Nordwest an Caçu mit dem Grenzfluss Rio Claro
- im Nordwesten an Aparecida do Rio Doce mit dem Grenzfluss Rio Doce

Cachoeira Alta liegt an der diagonalen Bundesstraße BR-364, welche São Paulo über die Bundesstaaten Minas Gerais, Goiás, Mato Grosso, Rondônia mit Acre verbindet.
Das Biom besteht aus brasilianischem Cerrado und Mata Atlântica. Das Klima ist tropisch, Aw nach der Klimaklassifikation nach Köppen und Geiger. Die Durchschnittstemperatur ist 24,2 °C. Die durchschnittliche Niederschlagsmenge liegt bei 1521 mm im Jahr.